# 604 (album)
604 è l'album discografico di esordio del gruppo musicale elettropop inglese Ladytron. L'album è stato pubblicato nel 2001 da diverse etichette ed in diverse date a seconda dei Paesi di pubblicazione.

## Il disco
Il disco è stato preceduto da diversi EP, all'interno dei quali sono presenti diverse tracce poi inseriti nell'esordio su lunga distanza. Si tratta di Miss Black and Her Friends (1999), Mu-Ton EP (2000) e Commodore Rock (2000).
La produzione dell'album è stata curata dagli stessi Ladytron con Lance Thomas.
He Took Her to a Movie è stato il primo singolo estratto dall'album e si avvale della collaborazione come cantante di Lisa Eriksson (poi membro del duo Techno Squirrels). Questa traccia è ispirata al brano The Model dei Kraftwerk (1978).
Il secondo singolo è Playgirl, diffuso nel 2001 ed entrato nella Official Singles Chart.
Il terzo ed ultimo singolo è The Way That I Found You, pubblicato con la B-side Holiday 601 nel formato 7".

## Critica
L'album è stato accolto positivamente dalla critica specializzata: esso merita secondo il portale AllMusic il giudizio di 4/5 stelline, un voto positivo lo hanno espresso anche le recensioni di NME (8/10), Pitchfork (7,5/10) e Rolling Stone.

## Tracce
Testi e musiche di Ladytron.
1. Mu-Tron – 2:58
2. Discotraxx – 3:50
3. Another Breakfast with You – 3:03
4. CSKA Sofia – 2:21
5. The Way That I Found You – 3:29
6. Paco! – 3:00
7. Commodore Rock – 4:47
8. Zmeyka – 3:14
9. Playgirl – 3:49
10. I'm with the Pilots – 2:43
11. This Is Our Sound – 4:09
12. He Took Her to a Movie – 3:10
13. Laughing Cavalier – 1:08
14. Ladybird – 4:38
15. Jet Age – 3:10
16. Skools Out... – 4:06

Bonus track nell'edizione 2011
1. USA vs. White Noise (live in Sofia) – 4:05
2. He Took Her to a Movie (live in Sofia) – 5:15
3. Commodore Rock (live in Sofia) – 4:31
4. Playgirl (Snap Ant Remix) – 6:13

## Riedizioni e remix
Una reissue dell'album è stata pubblicata nel gennaio 2011 dalla Nettwerk, etichetta che nel frattempo aveva ingaggiato i Ladytron.
Nel settembre 2009 (in formato digitale) e poi nel gennaio 2011 (insieme alla riedizione della versione standard), sempre la Nettwerk ha diffuso 604 (Remixed & Rare), un album di remix, B-side e rarità.

### Tracce604 (Remixed & Rare)
1. Playgirl (Felix da Housecat Glitz Club Remix) – 6:37
2. He Took Her to a Movie (Bertrand Burgalat Remix) – 3:46
3. Playgirl (Tobias Neumann Mix) – 3:56
4. USA vs. White Noise – 2:18
5. Playgirl (Simian Playboy Mix) – 2:38
6. Miss Black – 1:54
7. Playgirl (Snap Ant Remix) – 6:14
8. Holiday 601 – 3:54
9. He Took Her to a Movie (Surreal Madrid Remix) – 4:55
10. Olivetti Jerk – 3:27
11. Playgirl (I Monster Remix) – 6:08
12. Playgirl (Tobias Neumann Club Remix) – 3:53
13. Playgirl (Tommie Sunshine Remix) – 5:43

## Formazione
- Ladytron (Daniel Hunt, Reuben Wu) - produzione, design
- Lance Thomas - produzione, ingegneria
- Lisa Eriksson - voce (traccia 12)
- Tom Dolan - design
- Sebastian Meyer - fotografia

## Date di pubblicazione
- 6 febbraio 2001 negli Stati Uniti (Emperor Norton)
- 26 marzo 2001 in Germania (Labels)
- 2 aprile 2001 in Regno Unito (Invicta Hi-Fi)
- 20 luglio 2004 negli Stati Uniti (riedizione Emperor Norton)
- gennaio 2011 in Europa e Stati Uniti (riedizione Nettwerk)